# How Men Propose
How Men Propose è un cortometraggio muto del 1913 scritto, diretto e prodotto da Lois Weber (non accreditata).

## Trama
Tre amici corteggiano tutti e tre la stessa ragazza. Me nessuno dei tre sa degli altri due. Lei è stata così abile che, quando dava loro appuntamento, è riuscita a non farli mai incontrare. Tutti e tre hanno finito per innamorarsi di lei e le hanno proposto di sposarla. E lei, ricevuto l'anello, in cambio ha donato a ognuno dei pretendenti una sua foto. I tre, adesso, sono tutti euforici per essere riusciti a conquistare quell'affascinante fanciulla. Così, quando si incontrano, ognuno vuole far partecipi gli amici della propria felicità informando subito gli altri di essersi fidanzato. I tre si scambiano, vicendevolmente, complimenti e felicitazioni. L'allegria regna sovrana fino al momento in cui ognuno di loro esibisce la foto della futura sposa, scoprendo però con orrore che si tratta sempre della stessa ragazza. Il colpo li fa stramazzare. Titubanti su come reagire, ci stanno ancora pensando quando giunge la cameriera della "fidanzata" a togliere loro ogni dubbio: consegna ai tre il rispettivo anello di fidanzamento, informandoli che la loro amata sta scrivendo un libro dal titolo "Come gli uomini chiedono la mano di una donna". Loro tre sono stati scelti come soggetti adatti per lo studio del progetto e adesso, per ricordo, possono tenersi la sua foto.

## Produzione
Il film fu prodotto dalla Crystal Film Company.

## Distribuzione
Distribuito dall'Universal Film Manufacturing Company, il film - un cortometraggio di 150 metri - uscì nelle sale cinematografiche statunitensi il 20 luglio 1913. Nelle proiezioni, veniva programmato con il sistema dello split reel, accorpato in un'unica bobina con un altro cortometraggio prodotto dalla Crystal Film Company, la commedia The Hall-Room Girls.
Copia della pellicola viene conservata negli archivi della Library of Congress (all'American Film Institute collection).
La Library of Congress/Smithsonian Video, attraverso l'Image Entertainment, ha distribuito How Men Propose compreso in un'antologia di 34 film uscita il 13 marzo 2001 in DVD NTSC per un totale di 560 minuti.